# 1541년

## 연호
- 명(明) 가정(嘉靖) 20년
- 일본(日本) 덴분(天文) 10년
- 후 레 왕조(後黎朝) 응우옌호아(元和) 9년
- 막 왕조(莫朝) 꽝호아(廣和) 원년

## 기년
- 류큐(琉球) 쇼세이왕(尚清王) 15년
- 명(明) 세종 가정제(世宗 嘉靖帝) 20년
- 조선(朝鮮) 중종(中宗) 36년
- 후 레 왕조(後黎朝) 장종(莊宗) 9년
- 막 왕조(莫朝) 헌종(憲宗) 원년

## 사건
- 11월 23일 - 알제 원정: 신성로마제국 황제 카를 5세의 연합군이 알제리 섭정국의 알제 원정에 나섰으나 궂은 날씨로 막심한 피해를 입고 후퇴했다.
- 제네바에서 칼뱅의 종교 개혁

## 사망
프란시스코 피사로(?~1541년)